# Bekim Balaj
Bekim Abdyl Balaj (Reç, 11 de enero de 1991) es un futbolista albanés. Juega de delantero en el K. S. Vllaznia Shkodër de la Superliga de Albania.

## Trayectoria deportiva

### KS Vllaznia Shkodër
Balaj comenzó su carrera deportiva en el equipo de su ciudad, KS Vllaznia Shkodër como portero, pero debido a su buen manejo del balón con los pies pasó a jugar en la punta. Debutó con el primer equipo a la edad de 17 en la temporada 2007/08, pero fue alternando el jugar en el segundo equipo con el primero.Con las salidas del primer equipo de los delanteros James Boadu y Xhevahir Sukaj del primer equipo, en la temporada 2009/10, pasa a formar parte del primer equipo para formar la dupla atacante junto a Vioresin Sinani. Jugó un total de 38 partidos y anotó 17 goles.
Esa misma temporada el equipo francés del París Saint-Germain Football Club le hizo unas pruebas para formar parte de su equipo junto a su compatriota Odise Roshi, pero no las paso. Pero también llamó la atención del Gençlerbirliği SK que lo fichó.

### Gençlerbirliği SK
En junio del 2010 firmó un contrato que lo ligaba con el club turco por cuatro años de los que al final sólo cumplió la primera vuelta de la primera temporada pues recibió ofertas de su antiguo club y del KF Tirana para la vuelta al fútbol albanés. En su "aventura" por el fútbol turco solo disputó 1 partido en el que no anotó.

### Vuelta al fútbol albanés (KF Tirana)
En el mercado de invierno vuelve a Albania para jugar con el KF Tirana que había pugado más por su fichaje que su antiguo equipo.Su primer gol lo marcó en las semifinales de Copa contra el KS Besa Kavajë.Esa misma temporada gana la Copa.

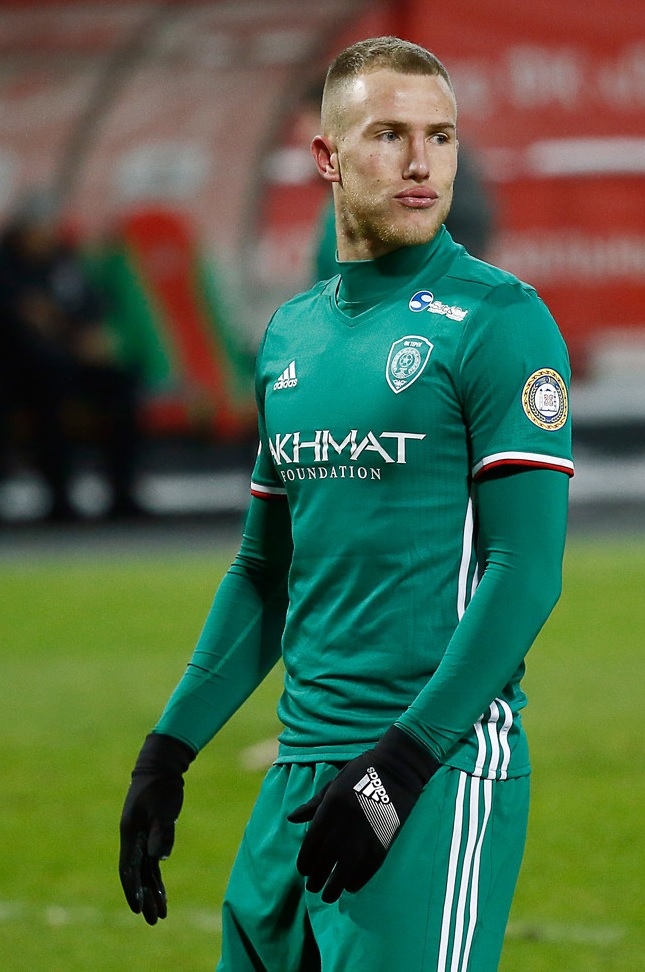
En 2016 con el Terek Grozny

La siguiente temporada su equipo se alza con el título de la Supercopa por 1 a 0 gracias a un gol suyo.Esa temporada hizo un buen tandem ofensivo en el equipo de Julian Rubio junto con Gilman Lika.En su segunda temporada vuelve a ganar la Copa de Albania.

### En la República Checa
En el verano del 2012 el Sparta de Praga lo pone a prueba a petción de su entrenador, Vítězslav Lavicka, antes del posible fichaje. Después de unos amistosos vuelve a Tirana para acabar con su contrato que no quería venderlo en un principio.Balaj anotó un gol histórico en su carrera en la UEFA Europa League del 2012/13 contra el Athletic Club y que terminó con la victoria de su equipo por 3 a 1 y casi la certificación del pase a los dieciseisavos de final. Además dicha temporada consiguió el subcampeonato de la Gambrinus liga.En julio del 2013 es cedido al Jagiellonia Białystok de la principal liga polaca: Ekstraklasa.
Después de su paso por el fútbol polaco, en el que jugó 31 partidos y firmó 7 goles, ficha por el otro club de la ciudad de Praga, el Slavia de Praga. Juega 13 partidos anotando 3 goles.

### HNK Rijeka
En enero de 2015 ficha por el entonces subcampeón de la MaxTV Prva Liga, la liga más importante de Croacia. En la temporada y media que militó en el equipo croata consiguió dos subcampeonatos de liga en la temporada 2014/15 y en la 2015/16. Jugó un total de 46 partidos y marcó 18 goles.

### FC Terek Grozny
El 8 de junio de 2016, firmó un contrato de tres años con la opción de un año más con el equipo de la Liga Premier de Rusia. Y en octubre de dicho año fue elegido junto al kosovar Bernard Berisha jugadores del mes de octubre de la liga rusa.
El 27 de mayo abandonó el equipo convirtiéndose en agente libre.[cita requerida]

## Selección nacional
Balaj hizo su debut con la selección el 17 de febrero de 2010 en el partido amistoso contra Kosovo marcando un gol en la victoria de su selección por 2 a 3. Su debut en un partido oficial fue en el partido disputado contra Chipre en octubre de 2013. Su primer gol en partido oficial fue el de la victoria contra Portugal por 0-1 en un partido valedero para la Eurocopa de 2016.

### Participaciones en Eurocopas
| Copa          | Sede    | Resultado      |
| ------------- | ------- | -------------- |
| Eurocopa 2016 | Francia | Fase de grupos |

## Palmarés

### Títulos nacionales
| Título               | Club         | País    | Año     |
| -------------------- | ------------ | ------- | ------- |
| Copa de Albania      | K. F. Tirana | Albania | 2010-11 |
| Supercopa de Albania | K. F. Tirana | Albania | 2011    |
| Copa de Albania      | K. F. Tirana | Albania | 2011-12 |